# Marie-Suzanne Roslin
Pour les articles homonymes, voir Roslin (homonymie).
Marie-Suzanne Giroust-Roslin, née le 9 mars 1734 à Paris, où elle est morte le 31 août 1772, est une peintre, miniaturiste et pastelliste française.

## Biographie
Marie-Suzanne Giroust, fille de Marie-Susanne Le Roy et de Barthélemy Giroust, marchand mercier-joaillier de la garde-robe du roi demeurant près de Saint-Jacques-la-Boucherie, peut-être parente du peintre d’histoire Giroust, elle perdit son père le 21 février 1742 et sa mère le 17 mars 1745, restant aux soins d’un tuteur.
Très active dans les années 1750, distinguée par sa beauté, elle est remarquée en 1754 chez son maitre Joseph-Marie Vien par un confrère de l’Académie, Alexandre Roslin, un peintre suédois qui était venu s’établir à Paris, rue La Feuillade, et s’y était fait une réputation. Il la demanda en mariage, mais leur union suscita l’opposition de la famille Giroust à cause de la confession protestante de Roslin. Ils étaient néanmoins vivement épris et, le comte de Caylus ayant su décider la famille, ils se marièrent après cinq ans d’attente, le 8 janvier 1759. Le contrat de mariage fut signé, entre autres, par l’ambassadeur de Suède.
Elle fit des portraits au pastel qui furent appréciés, et lui valurent la bienveillance de l’Académie, qui l’admit le même jour qu’Anne Vallayer-Coster comme peintre de pastel, le 1er septembre 1770, sur le portrait de Pigalle comme morceau de réception. C’était alors une grande distinction car, ce jour-là même, l’Académie décida qu’elle ne pourrait admettre plus de quatre académiciennes. Roslin exposa, en qualité d’académicienne, au salon de 1771, mais ne jouit pas longtemps de sa position.
Atteinte d’un cancer au sein, elle mourut l’année suivante, âgée seulement de trente-huit ans. Elle avait servi plusieurs fois de modèle à son époux, pour certains de ses portraits, comme La Dame au voile.

## Œuvre
Grande portraitiste, Marie-Suzanne Roslin était connue pour sa capacité à exécuter des portraits ressemblants, notamment par des tons de carnation assez réalistes.
Élève de Joseph-Marie Vien et Maurice-Quentin de la Tour, Marie-Suzanne Roslin s’inscrit dans la parfaite filiation de son maître dans son talent pour le pastel, dans lequel elle fait transparaître une fraîcheur et une vérité des coloris typique du grand pastelliste. Cet héritage est perceptible dans un Portrait du sculpteur Pigalle (musée du Louvre, département des arts graphiques), pastel qui a fait dire à Diderot : « La couleur en est belle et vigoureuse ».
En 1786, plusieurs années après la mort de sa femme, Roslin fit présent à l’Académie du portrait en buste au pastel de Dumont le Romain, peint par elle, qui se trouve aujourd’hui au Louvre.
- Portrait d’Alexandre Antoine Roslin, 1764-1765
- Portrait du sculpteur Jean-Baptiste Pigalle, 1770, pastel sur papier bleu, 91 × 73 cm, Paris, musée du Louvre
- Portrait de Marie-Joseph Peyre, 1771
- Portrait d’Augustine-Suzanne Roslin, 1771
- Autoportrait avec le portrait de Maurice-Quentin de La Tour à l’index, pastel sur feuilles de papier bleu marouflées sur toile, années 1770, (92 × 111 cm), collection particulière

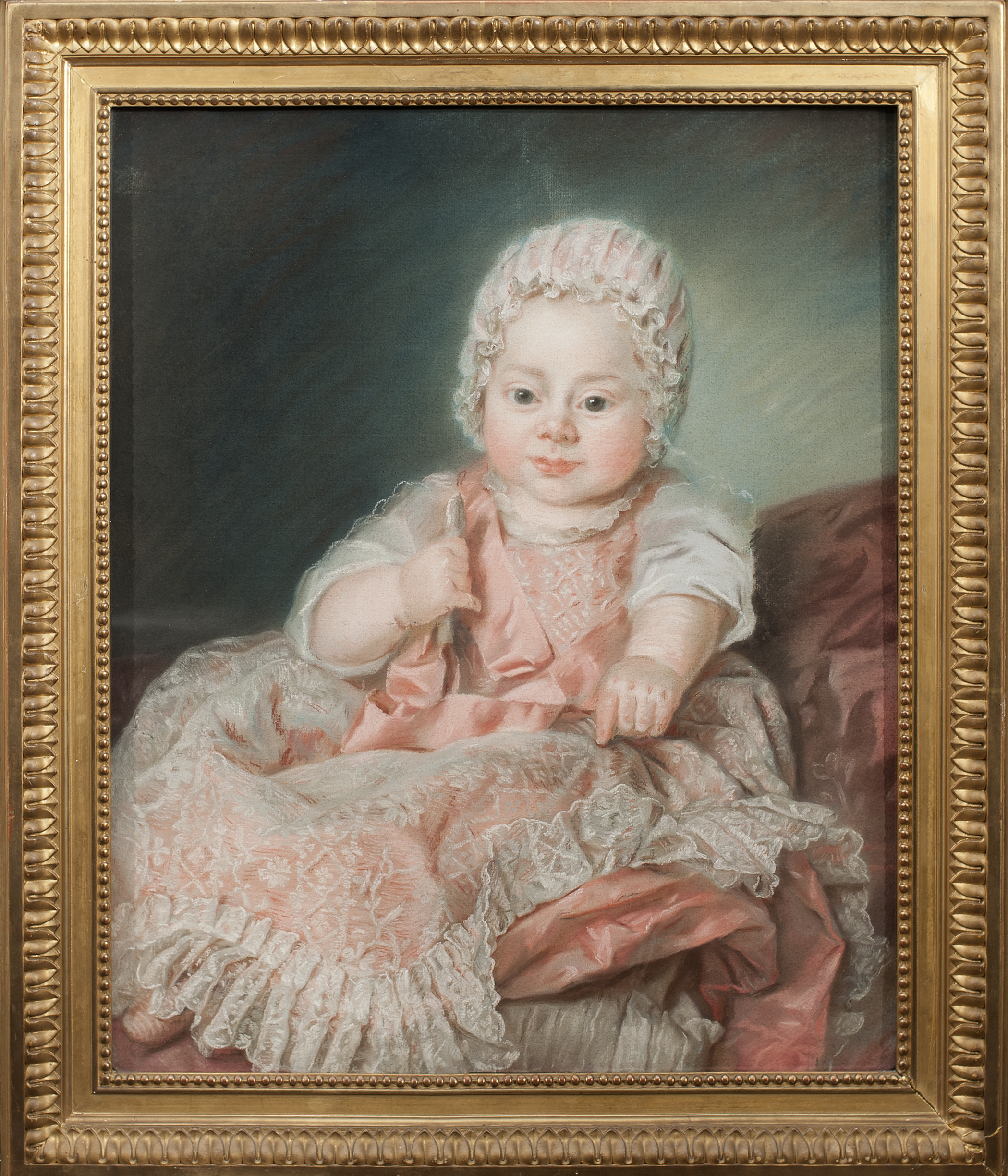
Alexandre Antoine Roslin, 1764–65
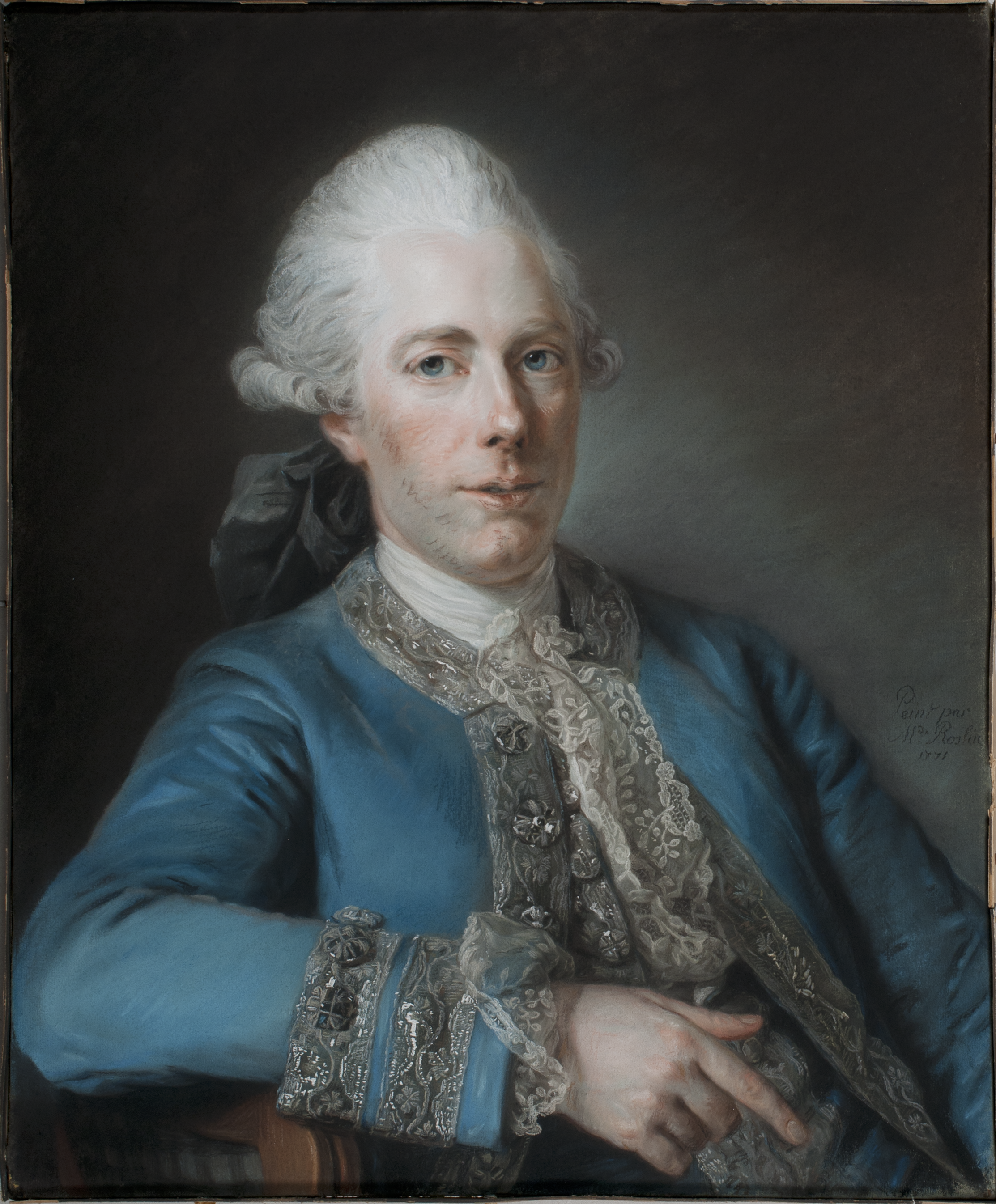
Portrait de Marie-Joseph Peyre, 1771
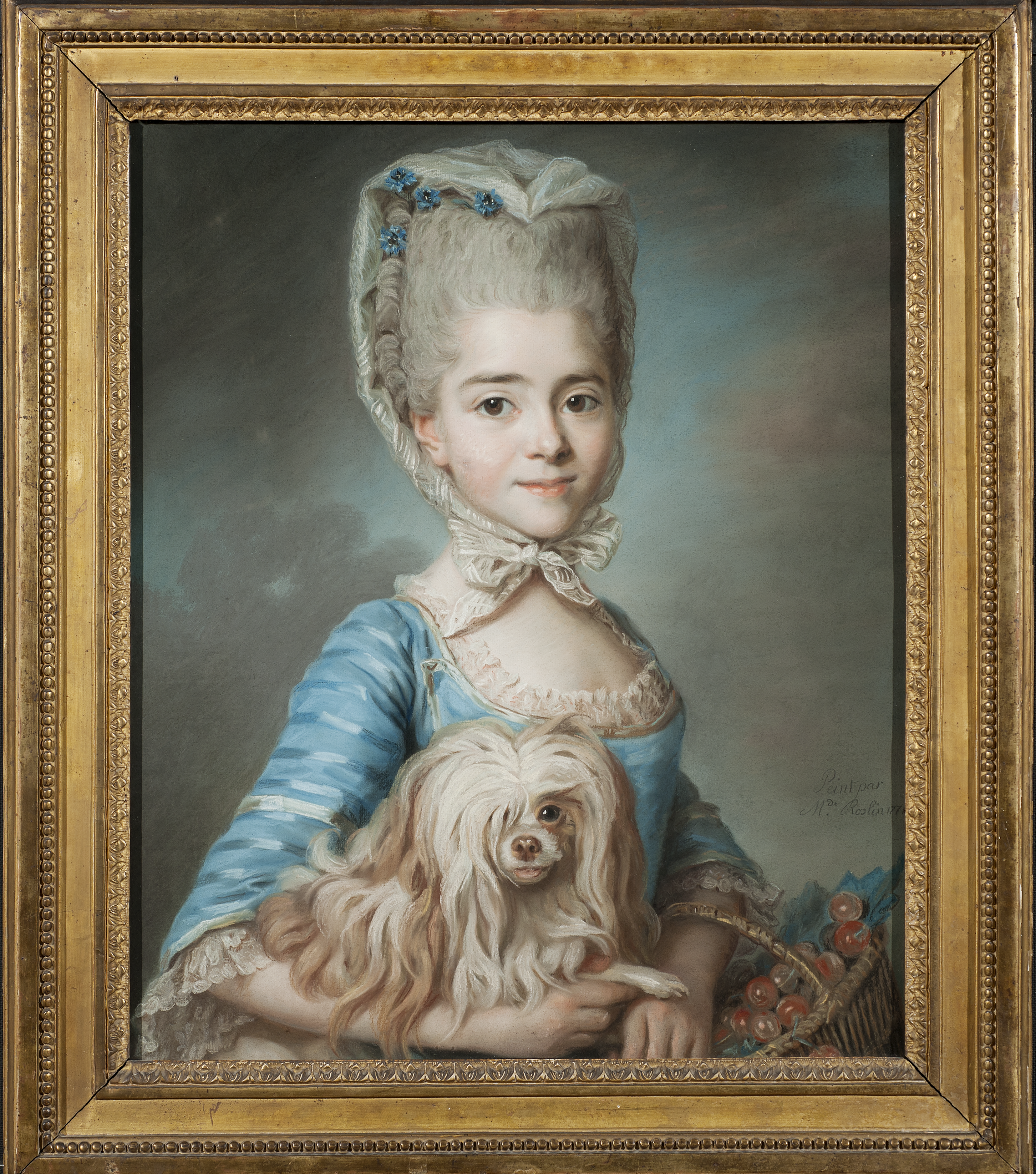
Portrait d’Augustine-Suzanne Roslin, 1771
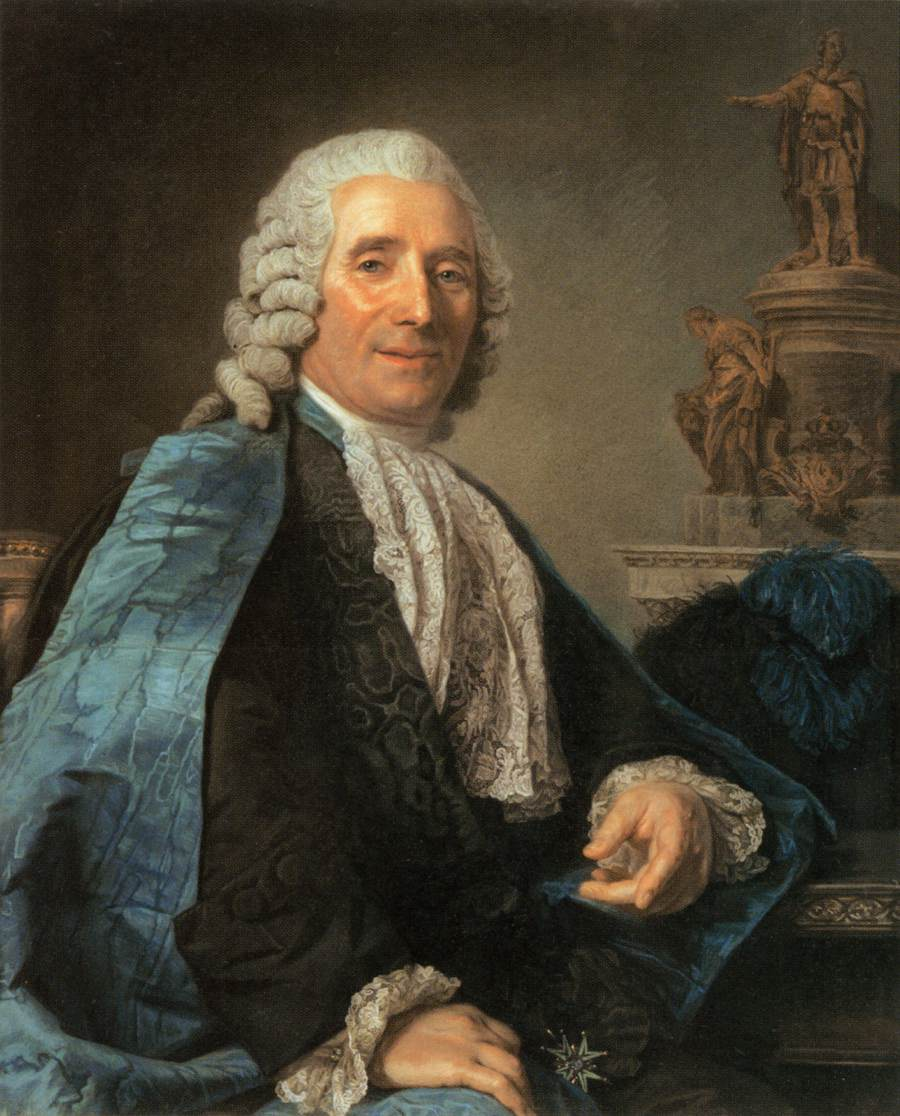
Jean-Baptiste Pigalle 1770, pastel Musée du Louvre
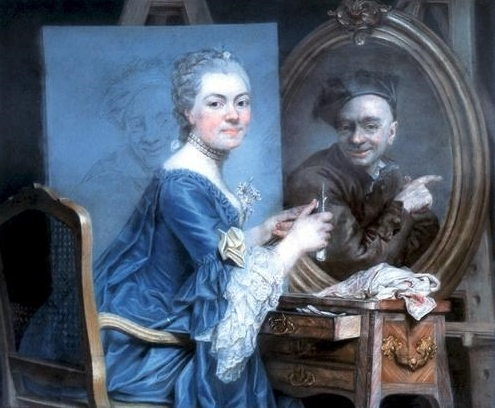
Autoportrait avec le portrait de Maurice-Quentin de La Tour pastel, années 1770 collection particulière

### Portraits par son époux

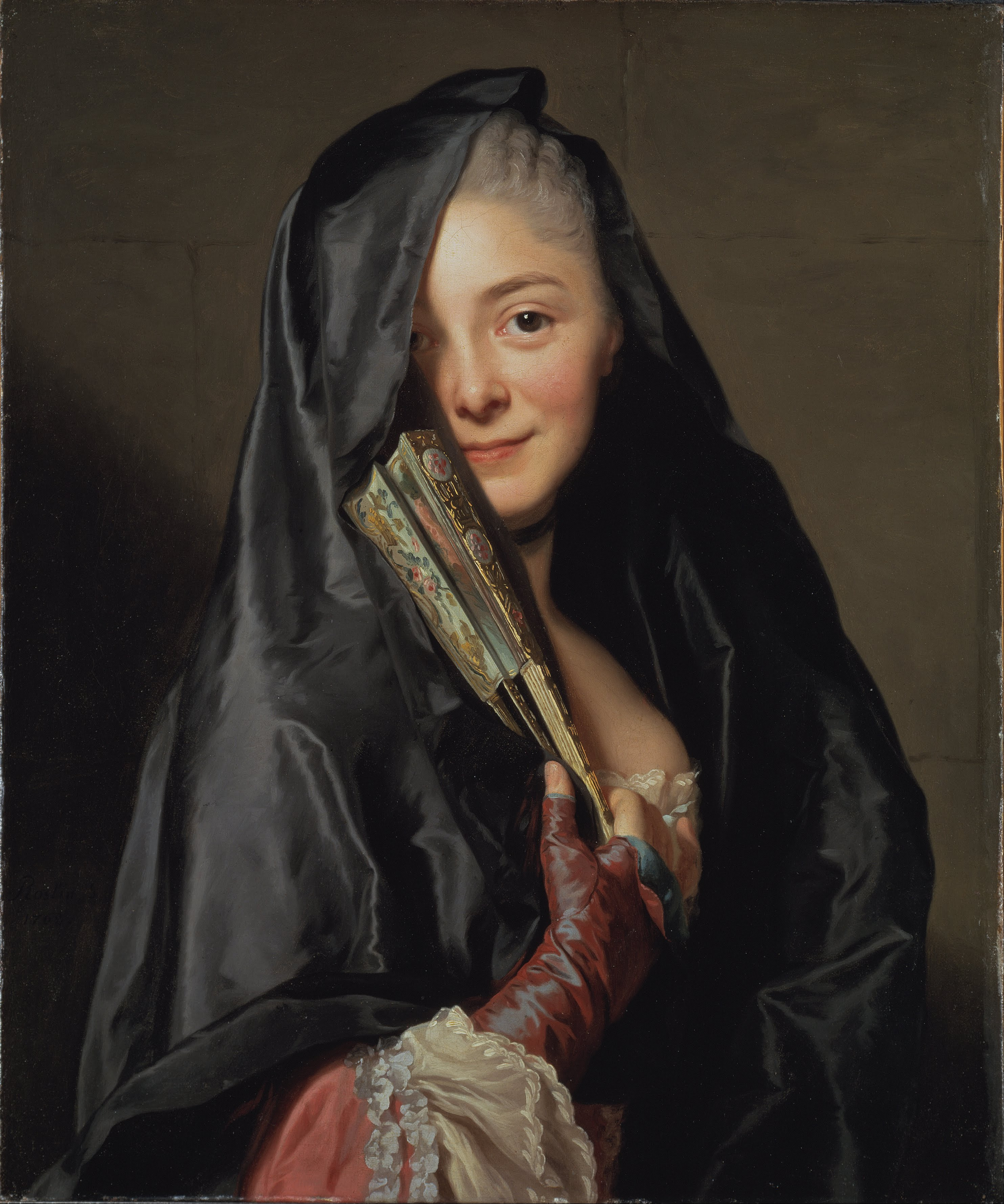
Marie-Suzanne Roslin peinte par son mari dans La Dame au voile, 1768, huile sur toile (65,0 × 54,0 cm), Nationalmuseum de Stockholm.
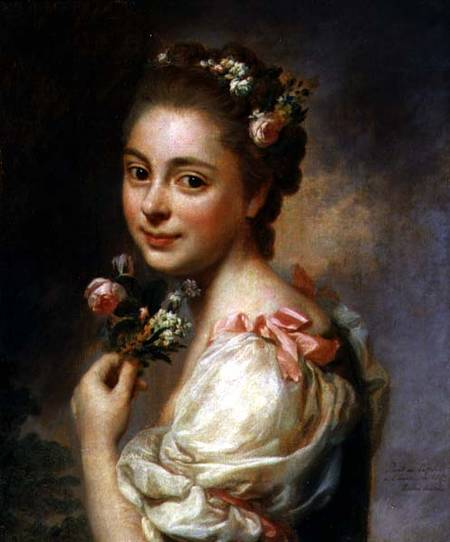
Portrait de la femme de l’artiste par son mari, Nationalmuseum de Stockholm.
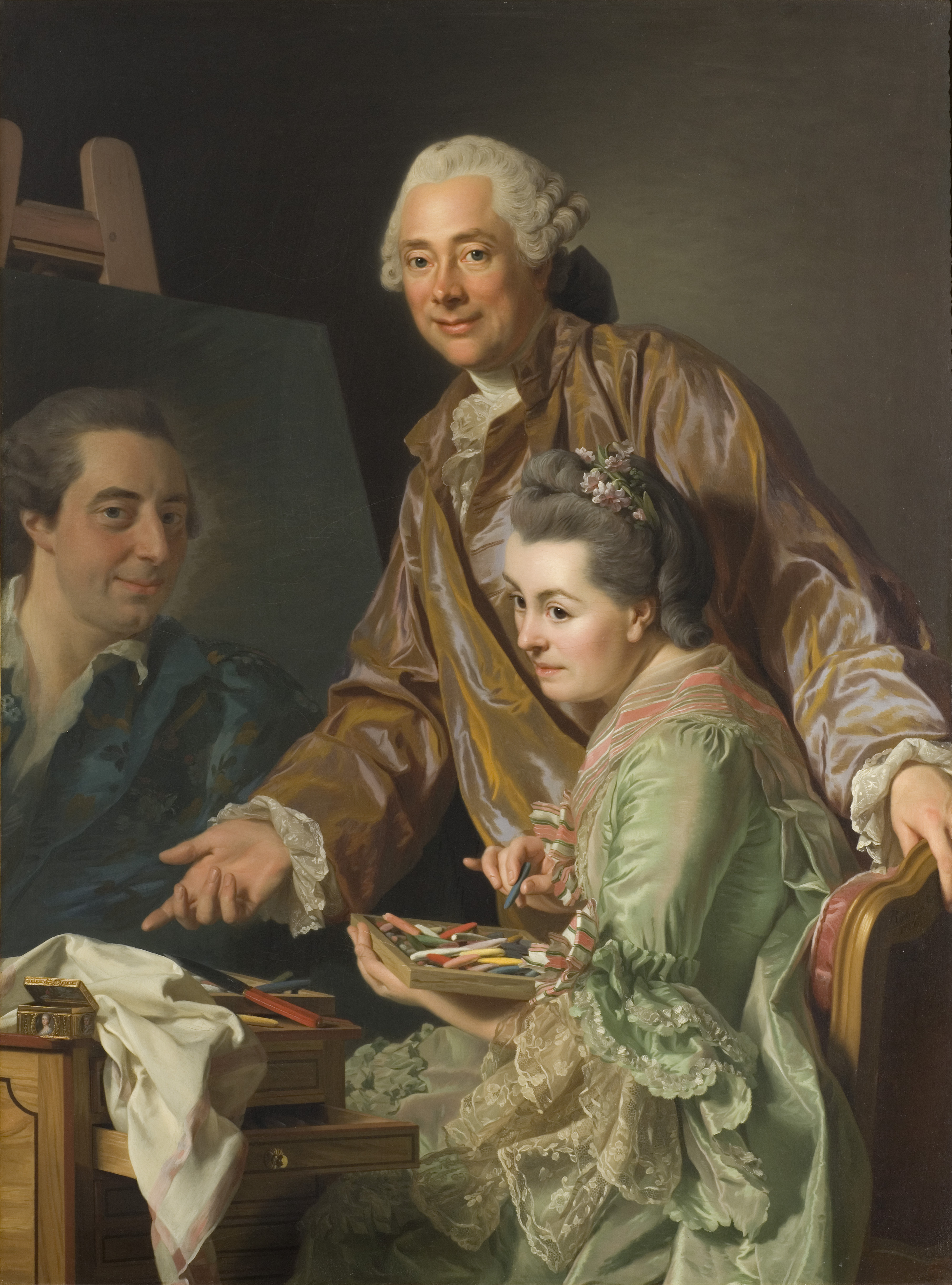
Autoportrait avec son épouse Marie-Suzanne et le peintre Henry Wilhelm Peill, Alexandre Roslin, 1767, acquis en 2013 pour 25 millions de $ par le Nationalmuseum de Stockholm.

### Sources
- Augustin Jal, Dictionnaire critique de biographie et d’histoire : errata et supplément pour tous les dictionnaires historiques, Paris, Henri Plon, 1867, p. 1086-7.
- Frédéric Reiset, Notice des dessins, cartons, pastels, miniatures et émaux exposés dans les salles du 1er étage [et du 2e étage] au Musée impérial du Louvre, musée du Louvre, département des peintures, des dessins et de la chalcographie, Paris, C. de Mourgues frères, 1869, p. 418-9.